# Annemarie Heuer-Stauß
Annemarie Heuer-Stauß (* 27. Oktober 1903 in Dresden; † 31. Dezember 1988 ebenda) war eine deutsche Textilkünstlerin, Malerin und Grafikerin.

## Leben und Werk
Der Vater von Annemarie Heuer-Stauß, Christian Gottlieb Stauß, war Vizepräsident des Sächsischen Staatsrechnungshofes. Sie besuchte in Dresden die höhere Mädchenschule. Ab 1920 studierte sie bei Carl Rade (1878–1954) an der Dresdner Kunstgewerbeschule und von 1922 bis 1929 an der Kunstakademie Dresden bei Ludwig von Hofmann, Otto Hettner und Otto Dix. In dieser Zeit schuf sie vor allem Zeichnungen. Später studierte sie noch bei Emil Orlik an den Vereinigten Staatsschulen für freie und angewandte Kunst in Berlin.
1936 machte sie eine Reise nach Florenz. 1937/1938 lernte Annemarie Heuer-Stauß bei Wanda Bibrowicz in den „Werkstätten für Bildwirkerei Schloss Pillnitz“ Bildwirkerei. Ab 1944 war sie Lehrerin für Bildweben an der Meisterschule für gestaltendes Handwerk in Dresden, und von 1948 bis 1950 übte sie eine Lehrtätigkeit am Institut für künstlerische Formgestaltung der Hochschule für industrielle Formgestaltung Burg Giebichenstein in Halle/Saale aus. Danach war sie bis zu ihrem Ableben freischaffend in Dresden tätig, vor allem als Bildwirkerin und Bildstickerin, aber auch als Malerin und Grafikerin.
Sie beteiligte sich u. a. 1945/1946 an der ersten Kunstausstellung in Dresden nach Kriegsende („Freie Künstler. Ausstellung Nr. 1“), 1946 in Dresden an der Kunstausstellung Sächsischer Künstler und 1953 und 1958/1959 an den Deutschen Kunstausstellungen in Dresden.
Im Bestand des Kunstgewerbemuseums Dresden befinden sich mehrere ihrer textilen Werke.
Annemarie Heuer-Stauß war seit 1944 mit Joachim Heuer verheiratet, den sie seit dem Studium kannte. Sie hat mit Joachim Heuer ihre Grabstätte auf dem Loschwitzer Friedhof in Dresden.

## Werke (Auswahl)
- Blumen und Blätter (Wandbehang; Wolle, gewirkt; um 1935)[2]
- Stillleben mit Weinbeeren (Bildwirkerei; ausgestellt auf der Ausstellung „Freie Künstler“)[3]
- Drei Frauen (Wandbehang; Wolle, gewirkt; 1950; im Bestand des Kunstgewerbemuseums Dresden)[2]
- Aufruf (Gewebe; ausgestellt 1953 auf der Dritten Deutschen Kunstausstellung)[2]
- Abstrakte Komposition in Gelb-Grün (Wandbehang aus Wolle, gewirkt; um 1965)[2]

## Einzelausstellungen (Auswahl)
- 1990 Dresden, Albertinum (mit Joachim Heuer)